# Rysianka
Rysianka ist ein 1322 Meter hoher Berg in Polen unweit der Grenze zur Slowakei in den Saybuscher Beskiden. Er befindet sich im Hauptkamm der Beskiden im Massiv Lipowski Wierch und Romanka.
Der Gipfel liegt auf polnischem Staatsgebiet. Über den Gipfel führt der Beskidenhauptwanderweg.
Die Hänge sind bewachsenen. Unweit des Gipfels befindet sich die Berghütte Rysianka-Hütte.

## Lage
Über den Berg verläuft die Europäische Hauptwasserscheide zwischen dem Schwarzen Meer (Donau) und der Ostsee (Weichsel). Auf den Berg führen mehrere Wanderwege.